# Joe Exotic
Joseph Allen Maldonado-Passage (ngũ danh Schreibvogel; sinh ngày 5 tháng 3 năm 1963), được biết đến với nghệ danh Joe Exotic, là một cựu điều hành sở thú Mỹ và tội phạm bị kết án. Chủ sở hữu và người điều hành trước đây của Greater Wynnewood Exotic Animal Park (a.k.a. G. W. Zoo) ở Wynnewood, Oklahoma, Maldonado-Passage đã tự nhận là người gây giống hổ nhiều nhất ở Hoa Kỳ. Trước khi làm việc với động vật, ông là một sĩ quan cảnh sát, trong một thời gian ngắn làm cảnh sát trưởng ở Eastvale, Texas. Ông đã hai lần không thành công để ứng cử vào văn phòng công cộng, lần đầu tiên cho Tổng thống Hoa Kỳ vào năm 2016 với tư cách là một người độc lập, và sau đó cho Thống đốc Oklahoma vào năm 2018 với tư cách là một người Libertarian. Năm 2017 trước khi chính thức tham gia cuộc đua giành chức Thống đốc, ông đã nộp đơn như một ứng cử viên tìm kiếm đề cử Libertian cho Tổng thống.
Năm 2019, Maldonado-Passage đã bị kết án với 17 cáo buộc lạm dụng động vật liên bang (tám hành vi vi phạm Đạo luật Lacey và chín Đạo luật về các loài có nguy cơ tuyệt chủng) và hai tội giết người để thuê, cho một âm mưu giết CEO Big Cat Rescue Carole Baskin. Ông đang thụ án 22 năm tù giam liên bang. Năm 2020, Netflix đã phát hành một bộ phim tài liệu gồm tám phần, Tiger King: Murder, Mayhem and Madness, tập trung vào Maldonado-Passage, sở thú của ông và mối thù với Baskin.